# Półoś wielka

Półoś wielka elipsy

Półoś wielka – połowa dłuższej osi elipsy. Elipsa ma dwie osie symetrii, a każda z nich składa się z dwóch półosi. Na dłuższej osi elipsy znajdują się jej dwa ogniska. Analogicznie, półoś mała definiowana jest jako połowa mniejszej osi elipsy.